# Качалов, Михаил Арсеньевич
Михаи́л Арсе́ньевич Кача́лов (10 [23] февраля 1900, Москва — 17 ноября 1969, Москва) ― советский артист оперетты (лирический тенор), заслуженный артист РСФСР (1945). Член ВКП(б) c 1939 года.

## Биография
Михаил Арсеньевич Качалов родился 10 [23] февраля 1900 года в Москве.
Учился в Московском высшем художественно-техническом училище (бывшее Строгановское) и одновременно в музыкальной студии под руководством М. П. Гальперина. Брал уроки пения у З. В. Агафоновой, О. Б. Айгорн и Р. И. Чарова. В 1919 году начал работать в оперетте. Первоначально пел в хоре (в театрах Е. В. Потопчиной, Дмитровском). В 1927 году вступил в труппу Московского театра оперетты в качестве артиста хора; в 1929—1967 годах ― солист этого театра. Постоянной партнёршей была Е. Я. Лебедева.
Указом Президиума Верховного Совета РСФСР от 31 июля 1945 года М. А. Качалову присвоено звание Заслуженный артист РСФСР.
Умер 17 ноября 1969 года в Москве. Похоронен в колумбарии Новодевичьего кладбища.

## Роли в театре
- «Принцесса цирка» (И. Кальман) ― Мистер Икс
- «Сильва» (И. Кальман) ― Эдвин
- «Роз-Мари» (Г. Стодгардт и Р. Фримль) ― Джим
- «Мадам Фавар» (Ж. Оффенбах) ― Гектор
- «Продавец птиц» (К. Целлер) ― Адам
- «Свадьба в Малиновке» (Б. А. Александров) ― Андрейка
- «Моя Гюзель» (Б. А. Александров) ― Степан
- «Девушка из Барселоны» (Б. А. Александров) ― Басов
- «Год спустя» (Б. А. Александров) ― Борис
- «Беспокойное счастье» (Ю. С. Милютин) ― Андрей

## Награды и звания
- Заслуженный артист РСФСР (1945)